# Биогенен амин
Биогенен амин е органично нискомолекулно съединение от биологичен произход, съдържащо аминова група (NH2). Биогенните амини обикновено се получават при обмяната на аминокиселините чрез декарбоксилирането им.
Биогенните амини са широко разпространени в организмовия свят. Те могат да бъдат отпадни продукти при процесите на ферментация и гниене, но също така някои от тях осъществяват определени функции в организма като хормони и невромедиатори.

## Класификация
Биогенните амини са хетерогенна група биологично активни вещества с разнообразен произход. В зависимост от отношението им спрямо организма те са:
- Ендогенни – образуват се в организма.
- Екзогенни – постъпват в организма от външната среда.

### Моноамини[1]
- Фенилетиламин (2-фенилетан-1-амин) – мозъчен невротрансмитер феромон на „любовта“[1]
- Амфетамин
- Метамфетамин

### Полиамини[1]
- Путресцин
- Кадаверин
- Спермидин
- Спермин

### Аминоалкохоли
- Коламин (2-Аминоетан-1-ол)[1]
- Холин[1]
- Сфингозин[1]
- Ацетилхолин – невротрансмитер[1]

### Катехоламини
Съдържат катехолов остатък в молекулата сиː
- Допамин – хормон и невротрансмитер[1]
- Адреналин (епинефрин) – хормон и невротрансмитер[1]
- Норадреналин (норепинефрин) – хормон и невротрансмитер[1]

### Индоламини
Съдържат индолов остатък в молекулата си. В организма се получават от аминокиселината триптофан. Биогенни амини от тази група саː
- триптамин
- серотонин.

### Имидазоламини
Съдържат имидазолов остатък в молекулата си. В организма се получават от аминокиселината хистидин. Биогенен амин от тази група е
- хистамин